# Тур Балтии
Тур Балтии (англ. Baltic Tour) — шоссейная многодневная велогонка, проходившая по территории СССР в прибалтийских республиках с 1955 по 1987 год.

## История
Впервые гонка была проведена в 1955 году. Её победителем стал Харийс Япиньш.
Первые четыре года гонка проходила по территории Латвийской и Литовской ССР. С 1959 года в качестве места проведения добавилась Эстонская ССР. Изначально ключевыми городами, через которые проходил маршрут, были столицы республик: Вильнюс, Рига и Таллин. Со второй половины 1970-х годов они стали заменяться другими республиканскими городами, а трижды местом старта или финиша была столица Белорусской ССР — Минск. Общая протяжённость дистанции составляла от 900 до 1300 км.
За свою историю гонка проводилась не регулярно и в 1987 году прошла в последний раз. Спустя более 20 лет, в 2011 году, уже независимые страны Латвия, Литва и Эстония организовали совместную гонку Балтик Чейн Тур.
В 1980 году единственный раз победителем гонки стал иностранный велогонщик. На всех остальных успех праздновали представители прибалтийских республик: 8 раз латвийцы и по 6 раз литовцы с эстонцами. Самым титулованным стал Антс Вяравас, одержавший три победы в 1959, 1962 и 1964 годах.

## Призёры
| Год                      | Победитель           | Второй | Третий |
| ------------------------ | -------------------- | ------ | ------ |
| 1955                     | Харийс Япиньш        |        |        |
| 1956                     | Казис Паршайтис      |        |        |
| 1957                     | Бронюс Круликаускас  |        |        |
| 1958                     | Бронюс Круликаускас  |        |        |
| 1959                     | Антс Вяравас         |        |        |
| 1960                     | Антс Леегу           |        |        |
| 1961                     | Александровс Павловс |        |        |
| 1962                     | Антс Вяравас         |        |        |
| 1963                     | Юозас Грабаускас     |        |        |
| 1964                     | Антс Вяравас         |        |        |
| 1965-1971 не проводилась |                      |        |        |
| 1972                     | Витаутас Беранкис    |        |        |
| 1973                     | Витаутас Пашкаускас  |        |        |
| 1974                     | Рингольдс Калнениекс |        |        |
| 1975                     | Андрис Екабсон       |        |        |
| 1976                     | Андрис Екабсон       |        |        |
| 1977 не проводилась      |                      |        |        |
| 1978                     | Андрис Сарканис      |        |        |
| 1979                     | Арнис Бергс          |        |        |
| 1980                     | А. Миронов           |        |        |
| 1981                     | Яан Вееранна         |        |        |
| 1982-1985 не проводилась |                      |        |        |
| 1986                     | Эрикс Фелдманис      |        |        |
| 1987                     | Айвар Мурд           |        |        |